# Triangle de Kobon

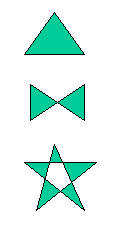
, et.

Le problème des triangles de Kobon est un problème non résolu de géométrie combinatoire qui fut énoncé pour la première fois par le mathématicien Kobon Fujimura. Le problème pose la question suivante : quel est le nombre maximal de triangles distincts pouvant être construits à l'aide d'un nombre donné de segments de droite ?
Le problème fut popularisé par Martin Gardner en 1983.

## Majorant
Saburo Tamura a montré que pour {\displaystyle n} segments de droite, le nombre maximal de triangles qu'il est possible de construire, noté {\displaystyle N(n)}, est inférieur ou égal à {\displaystyle \left\lfloor {\frac {n\left(n-2\right)}{3}}\right\rfloor } ({\displaystyle \lfloor ~\rfloor } désigne la fonction partie entière).
En 2007, Johannes Bader et Gilles Clément ont affiné cette borne : si {\displaystyle n} est congru à 0 ou 2 modulo 6 alors {\displaystyle N(n)} est même strictement inférieur à {\displaystyle \left\lfloor {\frac {n\left(n-2\right)}{3}}\right\rfloor }.

## Solutions connues
Des solutions maximales, égales au majorant, sont connues pour 3, 4, 5, 6, 7, 8, 9, 13, 15 et 17 droites. Dans les autres cas, le nombre maximal de triangles n'est pas connu, même si l'on connait des configurations qui se rapprochent de ce majorant. Pour 10 et 11 droites, la meilleure solution connue n'est que d'un triangle de moins que la borne donnée par Tamura. Pour 12, 16 et 18 droites, deux triangles de moins.
Le tableau suivant résume, pour les premières valeurs du nombre de segments, la valeur du majorant ainsi que celle de la meilleure solution connue (indiquée en gras lorsqu'il s'agit d'une solution égale au majorant, donc réellement maximale).
| Nombre de droites         | 1 | 2 | 3 | 4 | 5 | 6 | 7  | 8  | 9  | 10 | 11 | 12 | 13 | 14 | 15 | 16 | 17 | 18 | 19  | 20  | 21  |
| ------------------------- | - | - | - | - | - | - | -- | -- | -- | -- | -- | -- | -- | -- | -- | -- | -- | -- | --- | --- | --- |
| Majorant                  | — | — | 1 | 2 | 5 | 7 | 11 | 15 | 21 | 26 | 33 | 40 | 47 | 55 | 65 | 74 | 85 | 95 | 107 | 119 | 133 |
| Meilleure solution connue | 0 | 0 | 1 | 2 | 5 | 7 | 11 | 15 | 21 | 25 | 32 | 38 | 47 | 53 | 65 | 72 | 85 | 93 | 107 | 115 | 133 |

C'est la suite A006066 de l'OEIS.